# Phare de Sercq
Le phare de Sercq est un phare qui s'élève sur l'île de Sercq une des îles Anglo-Normandes dépendantes du bailliage de Guernesey.

## Description
Le phare de l'île de Sercq s'élève sur la falaise de la pointe Robert située sur la côte nord-ouest de l'île face à la Normandie. Il guide les bateaux qui naviguent dans le passage de la Déroute entre le Cotentin et les îles Anglo-Normandes. Il permet d'orienter les navires lors des brumes ou tempêtes qui accentuent les courants tumultueux du raz Blanchard et d'éviter aux navires de s'aventurer dans parages des îlots des Burons qui émergent des eaux près de la côte orientale de Sercq et de la pointe Robert. 
Le phare de Sercq fut construit en 1913 par les services britanniques de Trinity House. Le phare comprend une vaste salle de service sur laquelle s'étend une plateforme-terrasse d'où s'élève une tour blanche octogonale dont le sommet est muni d'une lumière s'élevant à 65 mètres d'altitude. La portée du phare, qui éclaire toutes les quinze secondes, atteint environ les 20 milles nautiques soit une trentaine de kilomètres.
L'accès s'effectue à partir du sommet de la falaise en descendant des marches à flanc de colline. Le phare a été automatisé en 1994 depuis le service des phares britanniques d'Harwich dans le comté d'Essex.

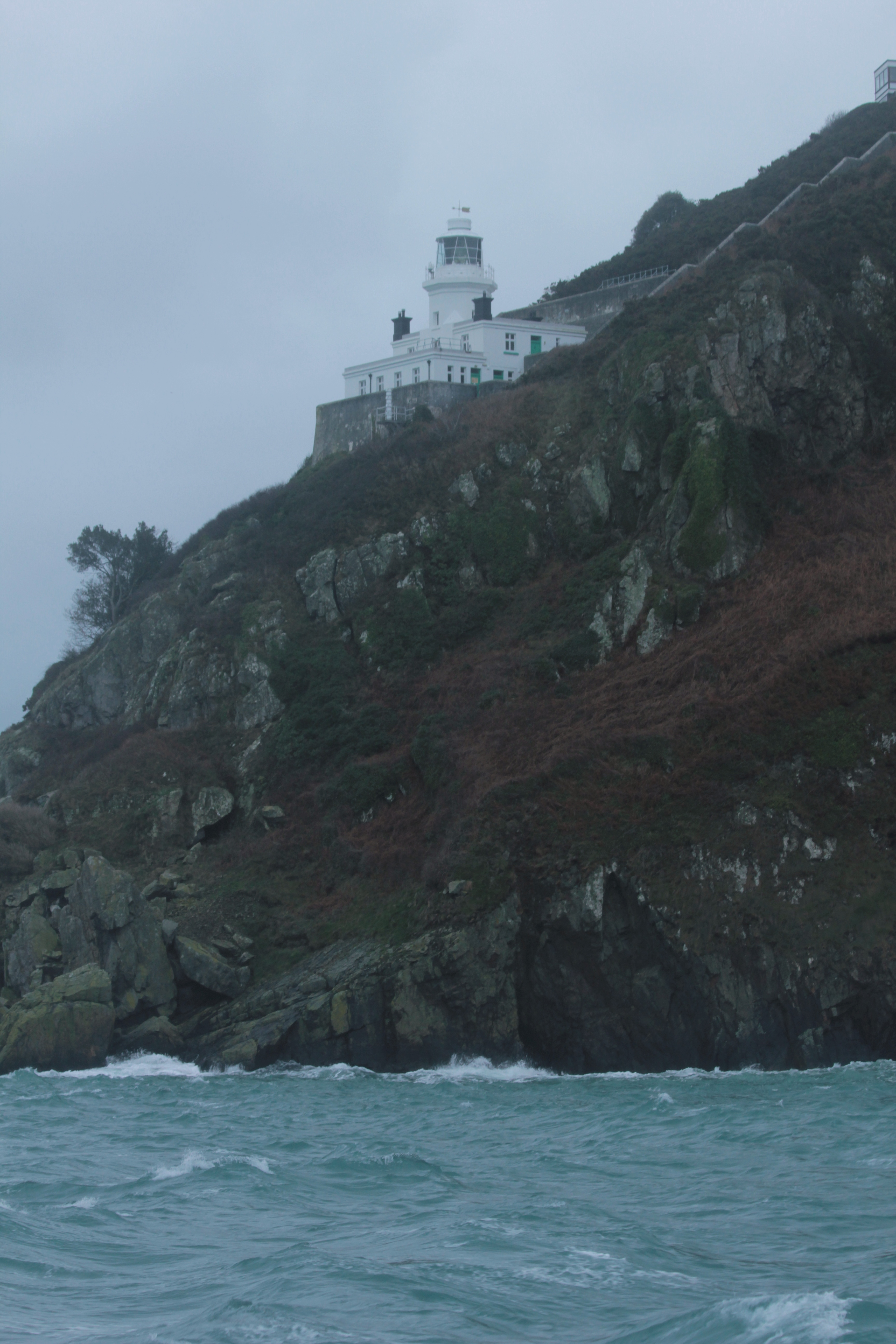
Vue générale du phare.
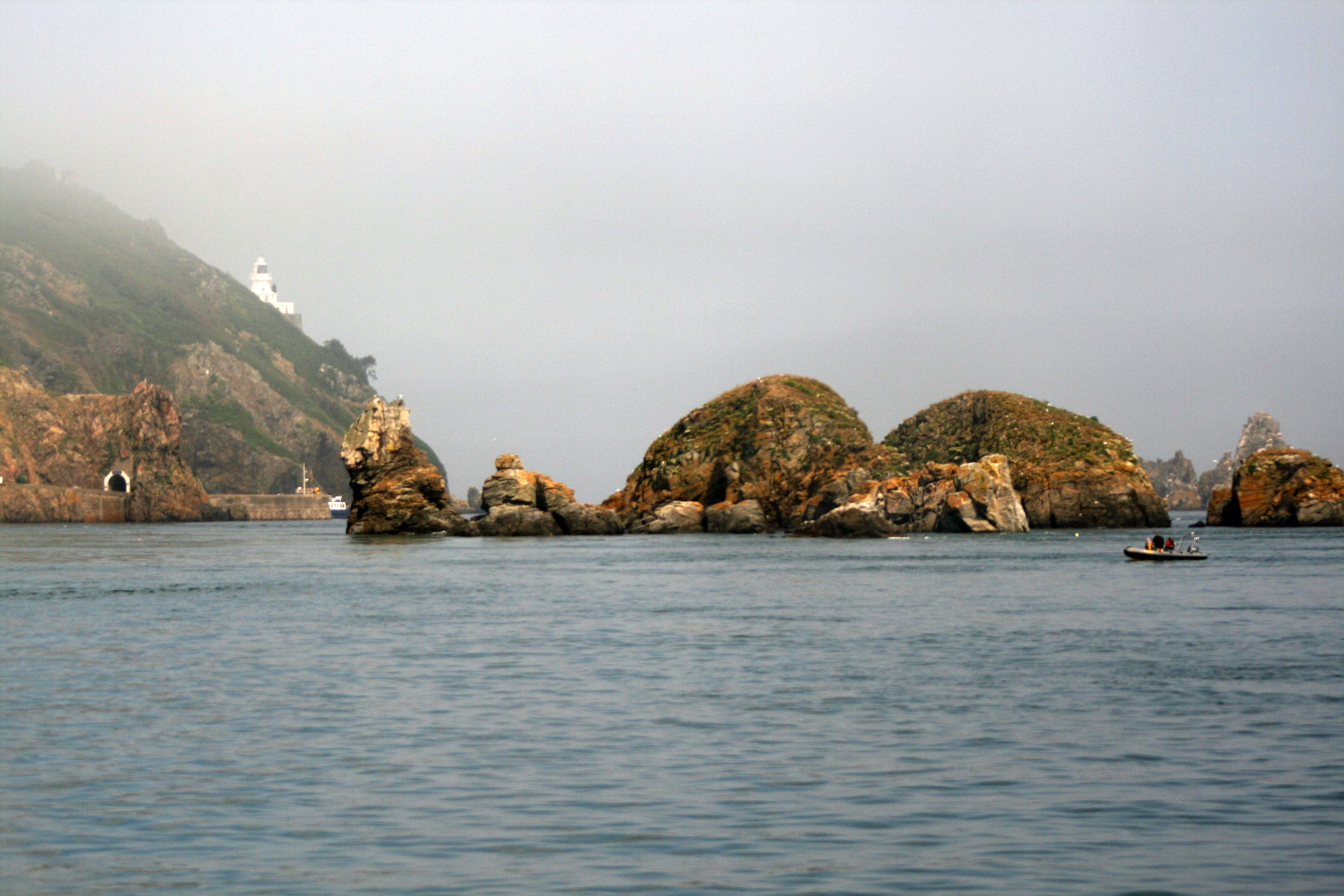
Les îlots des Burons et en arrière-plan le phare de Sercq.